# 長期主義
長期主義是指人們在處理事務時优先考虑長遠以及未来的目標，有人認為以長期的眼光看待問題甚至可以避免以及有效應對全球災難危機。 长期主义由威廉·麦克阿斯基尔（William MacAskill）和托比·奥德（Toby Ord）于2017年左右提出，他們的靈感来自尼克·博斯特罗姆等人的作品。 